# 村田隆行
村田 隆行（むらた たかゆき、7月29日 - ）は、福岡県出身のベーシスト、作曲家、編曲家、音楽プロデューサー。愛称はTAKA。血液型はA型。

## 経歴
中学生の頃よりリズム・アンド・ブルース、ファンク、フュージョンなどの音楽に憧れギターを始めるが、ベースに転向。浅野孝已、「Be-Bop Crew」などのダンスチームメンバーとのセッションなど、地元福岡を中心とした音楽活動を行う。
- 2004年
  - NYのセッションギタリスト・ハイラム・ブロックとのセッションをきっかけにベーシスト・日野賢二に出会い、約一年間日野に師事。
- 2007年
  - サクソフォーン、フルート奏者・小林香織のバンドへ参加。その後、小林の作品「Shiny」「The Golden Best」「LUV SAX」「Precious」の制作に参加。楽曲提供、編曲・トラックメイク、サウンド・プロデュースを手掛ける。
  - BS朝日『小堺一機のすうぃんぐ人生』番組内でライブ演奏するバンドメンバーとしてレギュラー出演。
- 2008年
  - リットーミュージック「ベース・マガジン」ベース奏法紹介「とことんSLAP主義」連載ページを一年間担当。
  - ローランド／BOSS社のエフェクター・サウンド制作に参加（GT10B,VB99など）。
  - アトス・インターナショナルよりエレクトリックベース教則DVD 「大人の楽器入門 ベースのいろは」 発売。
- 2010年
  - リットーミュージックよりエレクトリックベース教則本「ベースマガジン低音塾」を発売。
- 2011年
  - F チョッパー KOGAの2作目の教則DVD制作にスーパーバイザーとして参加。
  - 小比類巻かほるの「Kohhy with Platinum Band Charity Live」バンドに参加。
- 2012年
  - ワーウィックのエンドーサーになる。
  - 鳴瀬喜博・IKUOを迎えてのベーシスト3人による音楽ユニット「The Choppers Revolution」を結成。キングレコード低音レーベルより1stアルバム「チョパレボ!!!」をリリース。
- 2013年
  - つのだ☆ひろプロデュースによる楽曲「奇跡の子」（日本コロムビア）のレコーディングに参加。楽曲はNHK教育テレビ『大!天才てれびくん』の挿入歌として使用される。
- 2014年
  - IKUO初のソロ・アルバム「RED ZONE」の中でのT.M.R「THUNDERBIRD」カバーの編曲・トラックメイクを担当。
  - The Choppers Revolution 1st LIVE DVD「チョパレボ!!! LIVE!!!」をキングレコード低音レーベルよりリリース。
  - 日野JINO賢二3rdソロ・アルバム「JINO JAM」に企画・共同プロデューサーとして参加。
  - 吉田仁美の初のソロ・アルバム「.htm」のボーナス・トラック「Birthday Song for YOU」の共作詞・共作曲・編曲・トラックメイク・ミキシングを担当。
  - テレビ東京系列『開運!なんでも鑑定団』EDテーマ「あの日のまま／小比類巻かほる」のリズム・トラックメイク、ベース演奏を担当。
- 2015年
  - 11月10日、亀田誠治が制定した「11月11日ベースの日」初年度の「ベースの日前夜祭」イベントに出演。出演ベーシストは櫻井哲夫・納浩一・瀧田イサム・アドリアン・フェロー・村田の5名。
  - 同月、ラリー・グラハムのビルボードライブ東京での公演中にサプライズで飛び入り参加。村田千紘の1stアルバム「PASSION」のプロデュース・楽曲提供。RIKIMARUのミニアルバム『きみがいい』のプロデュース。DR Handmade StringsのエンドーサーとしてHiBeamsを元にした自身のモデルを使用。
- 2016年
  - 4月、高橋みなみの初ソロ・コンサートにベース&コーラスで参加。
  - The Choppers Revolution 2ndアルバム「3B」を徳間ジャパンコミュニケーションズから4月6日にリリース。東名阪ツアーを敢行。
  - 8月、栃木県「第29回くずう原人まつり」での寺地美穂バンドのメンバーとして出演。ゲストに田中昌之（Vo）が参加。サポートメンバーには金子隆博（Key）安部潤（Key）増崎孝司（G）神宮司治（Dr.）三沢またろう（Per）。
  - 12月、The Choppers Revolutionとして初の福岡・広島ライブを敢行。
  - 12月31日、高橋みなみのカウントダウンコンサートにサポート・ベーシストとして参加。
- 2017年
  - 1月、マーカス・ミラーのブルーノート東京公演中のサプライズとして日野JINO賢二と共にゲスト参加。同月15日、川口千里のバースデーイベントにThe Choppers Revolution、KIYO☆SENのメンバーとして参加。
  - 2月、下高井戸にある「G-ROKSスタジオ」にてベース教室を開講。
  - 3月、ラグーナテンボス「ミュージックフェスティバル2017」に高橋みなみバンドで参加。
  - 4月、東京スクールオブミュージック専門学校渋谷のプロミュージシャンコースにてベース講師に就任。
  - 7月、梁邦彦のサポート・メンバーとして、 KBS/開かれた音楽会「青松ユネスコ世界地質公園登録記念」番組収録に参加。同月21日、白井アキトとのユニット「Little TMAS」を結成。1stアルバム「僕の気持ち」を制作。 村田はボーカリストとして歌も披露・収録。
  - 8月20日、小比類巻かほるの楽曲「Carpe diem」に編曲とベース演奏で参加。
  - 9月、梁邦彦のサポート・メンバーとして、 KBS/ユネスコ世界自然遺産登録10周年記念＜ロマンティックJEJU 自然音楽会＞番組生収録に参加。同月、The Choppers Revolutionとして初のカバーライブ「ルイス・ジョンソントリビュート・ライブ」を開催。リットーミュージック「ベースマガジン」との共同企画。その模様を翌月発売号に掲載される。
  - 10月4日、エキセントリックフュージョンバンド「鳥獣戯楽」を結成。ブルーノート名古屋にて旗揚げ公演を開催。同月11日、久我陽子のシングル「手をつなごう」の楽曲提供。

## 使用機材
ベース
- ワーウィック
  - STREAMER LX TAMA Custom
  - STREAMER CV Custom
  - STREAMER LX5PRO CUSTOM
  - ALIEN DELUX FRETLLES
  - 楽器のセットアップは福岡を拠点に制作するハイラム・ブロックのギターを制作した事でも有名な元山龍王が手掛けている[1]。
- KALA U-BASS
- modern pirates　本人オーダー・ストラップ
- DR Handmade Strings　HI BEAMを元にした本人カスタム・ストリングス（ベース弦）
- BOSS　マルチ・エフェクター、コンパクト・エフェクター、ギター・シンセ
- VOX　コンパクト・エフェクター
- AGUILAR ベース・アンプ
- ワーウィック　ベース・アンプ